# Čierna Lehota (okres Rožňava)
Černá Lehota je obec na Slovensku v okrese Rožňava. V obci žije 608 obyvatel.

## Polohopis
Obec Černá Lehota leží na konci Štítenské doliny pod vrchem Stolica.

## Dějiny
První písemná zmínka pochází z poloviny 16. století, obec ale vznikla už v 15. století na valašském právě. Název Lehota označoval určitou dobu, během níž osídlenci nemuseli platit daně a jiné poplatky. „Černá“ je pravděpodobně díky tmavé siluetě hor v pozadí. Obyvatelé se zabývali zejména pastevectvím. Svědčí o tom postava sv. Vendelína, patrona pastýřů v obecním znaku. Obec sehrála důležitou roli během SNP, kdy byla ve zdejších horách zřízena polní nemocnice. Tyto těžké časy připomínají tři památníky a pamětní pokoj SNP.

## Kultura a zajímavosti

### Památky
- Evangelický kostel, jednolodní barokně-klasicistní stavba s pravoúhlým ukončením presbytáře a představenou věží z let 1773-1774. Upravován byl v roce 1832. Interiér je zaklenut pruskou klenbou. Nachází se zde dřevěná tříramenná empora a oltář s obrazem žehnajícího Krista pocházející z poloviny 19. století. Na klenbě se nachází nápis z roku 1774 vázající se na stavbu kostela od faráře Jana Maiora. Fasády kostela jsou členěny lizénami, okna mají segmentové ukončení. Věž je členěna pilastry a ukončena korunní římsou s terčíkem a obrubovou helmicí.

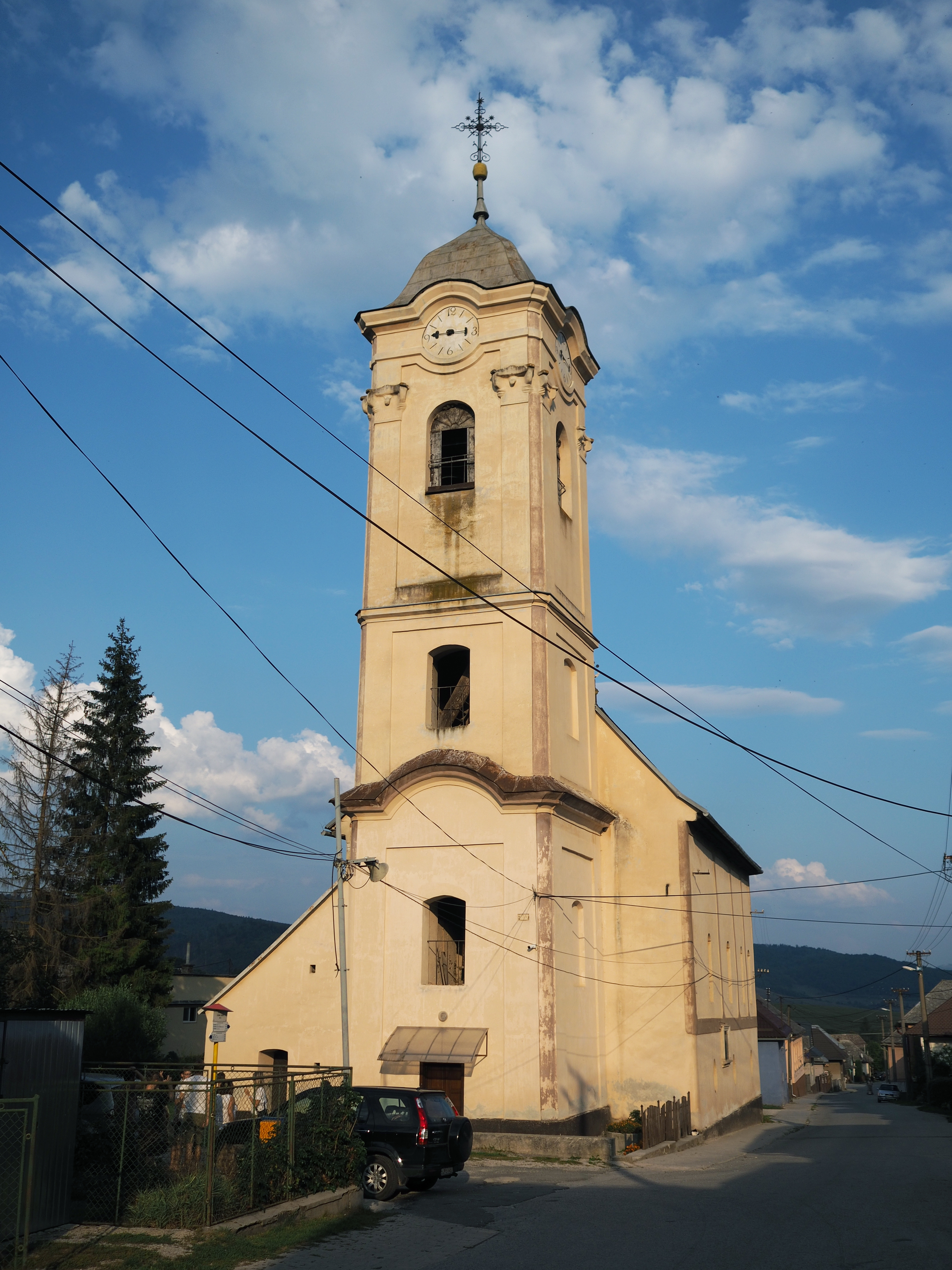
Evangelický kostel
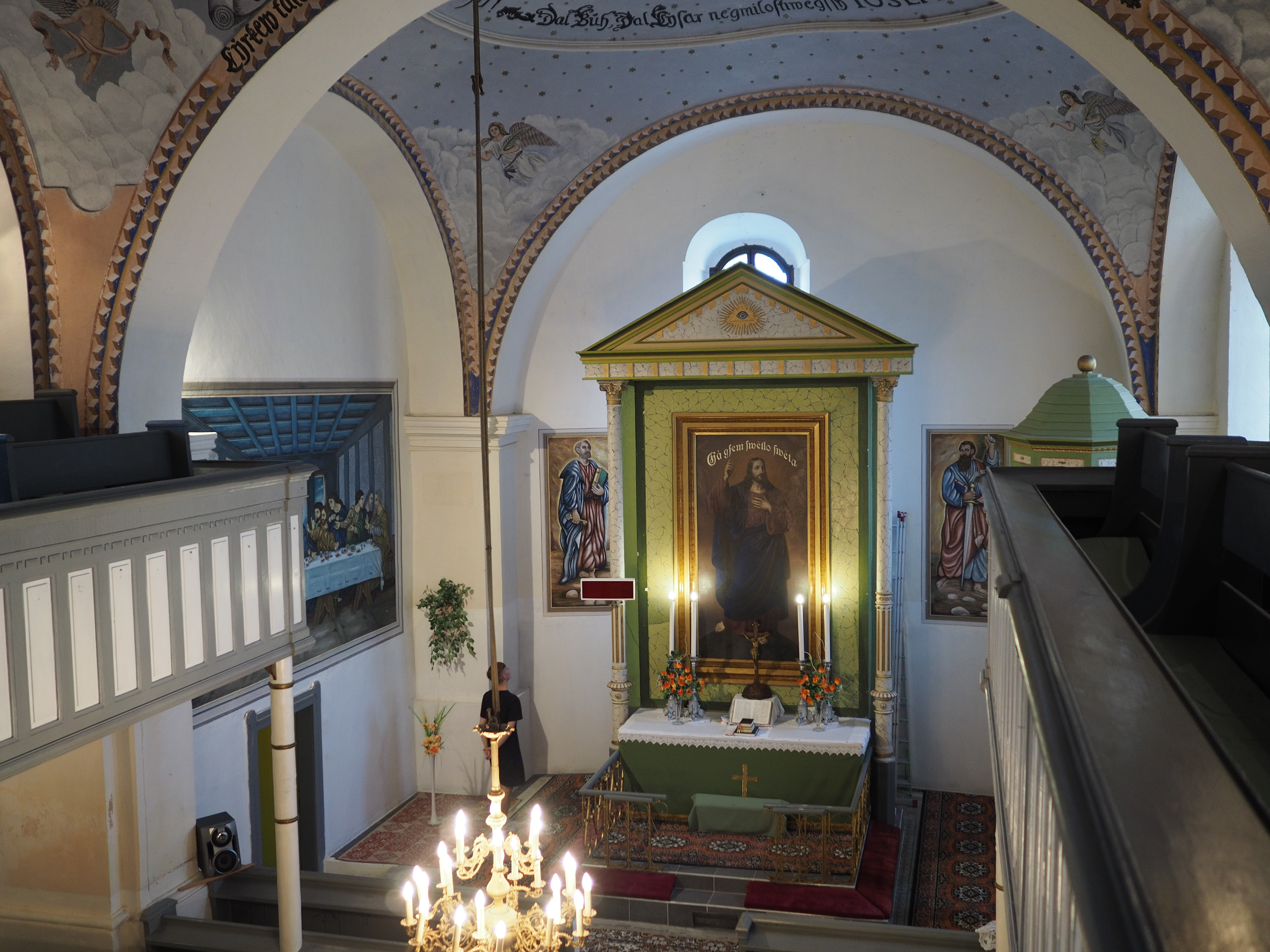
Interiér kostela
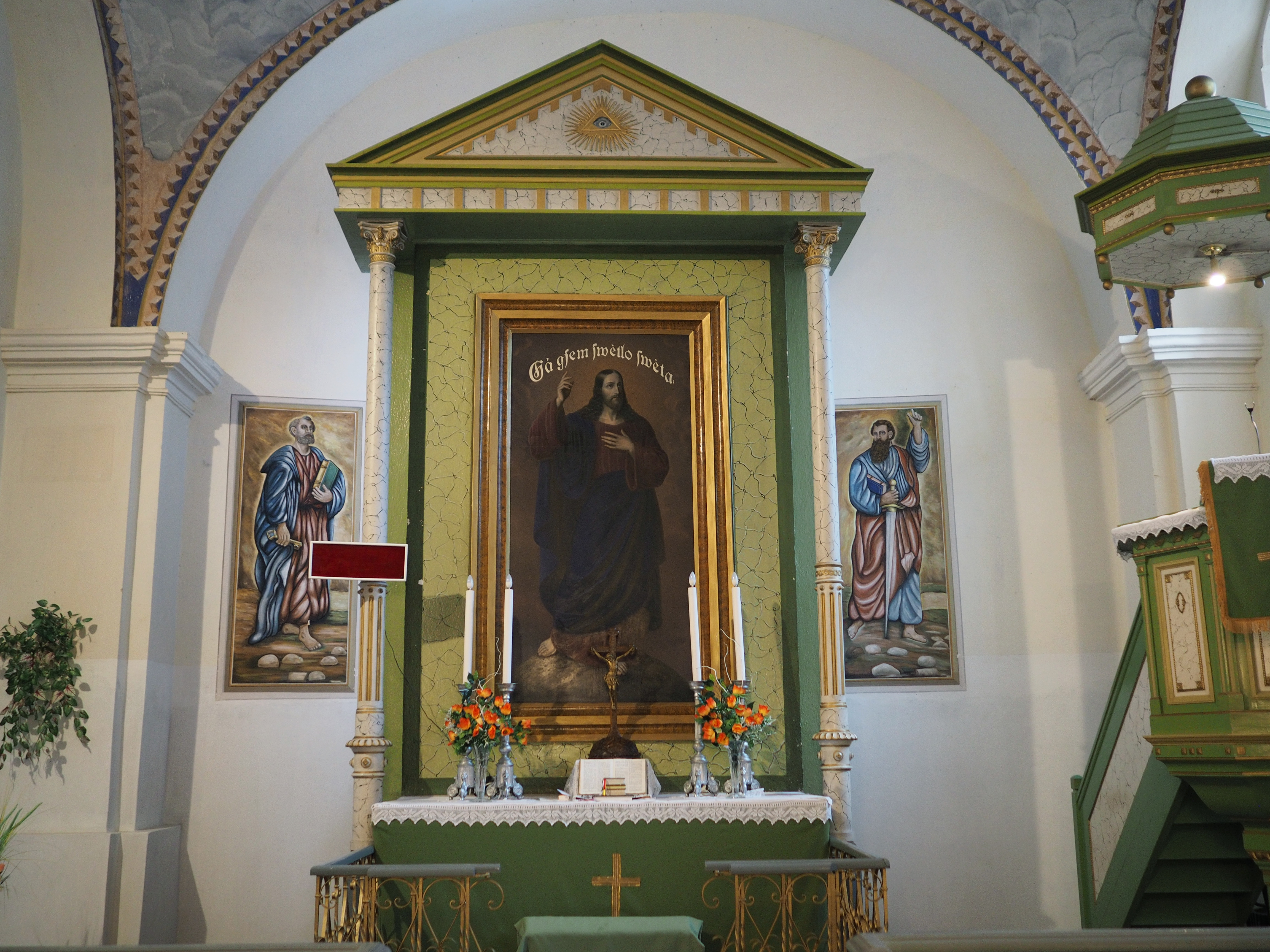
Oltář
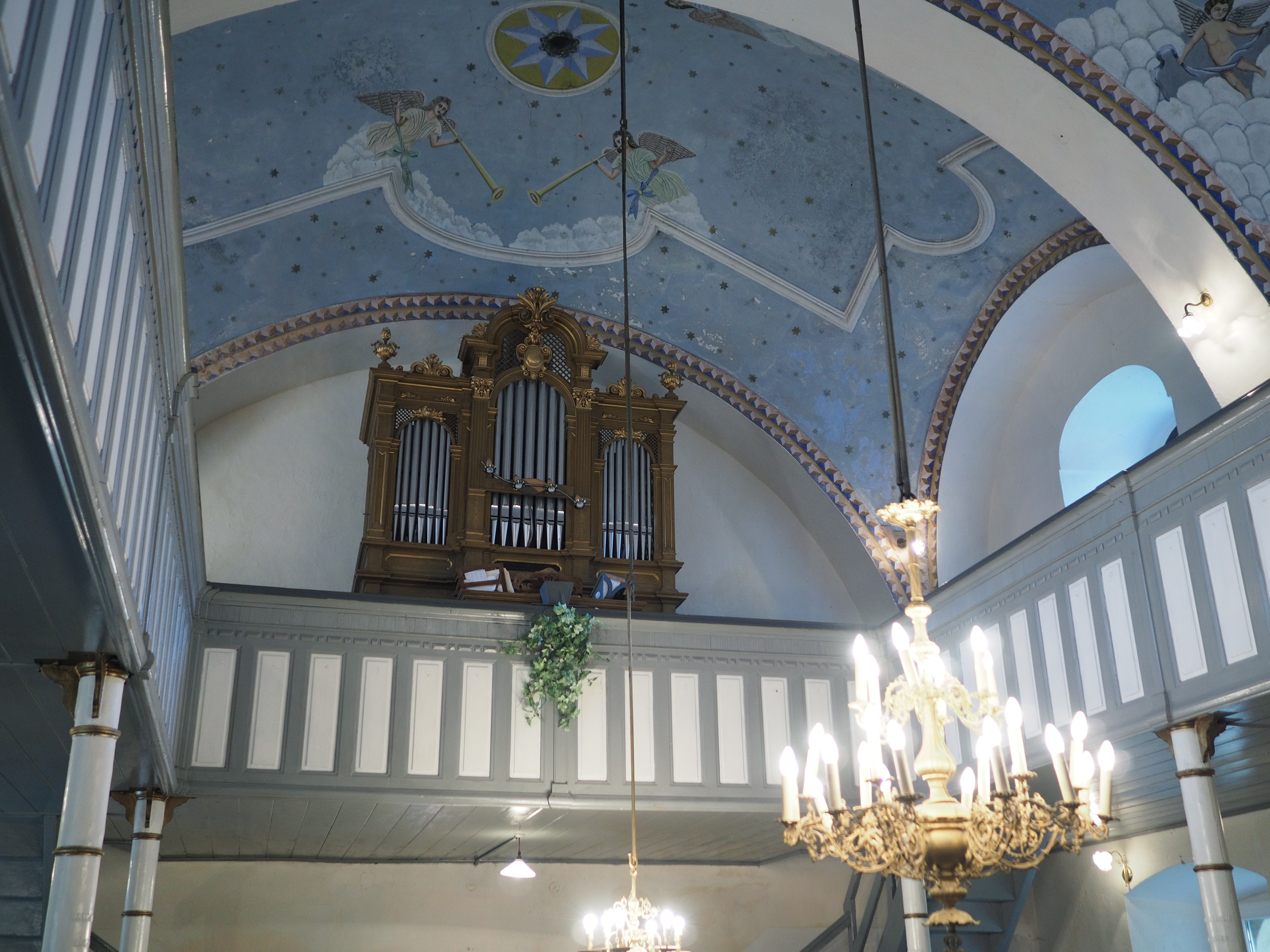
Empora s varhanami

### Turistika
Z Černé Lhůty se po modré značce můžete dostat na dva nejvyšší vrchy Slovenského Rudohoří - Stolici (1476 m n. m.) a Kohút (1409 m n. m.)

## Osobnosti obce

### Rodáci
- Ján Hanzel (* 1935), architekt